# Buch der Lemmata

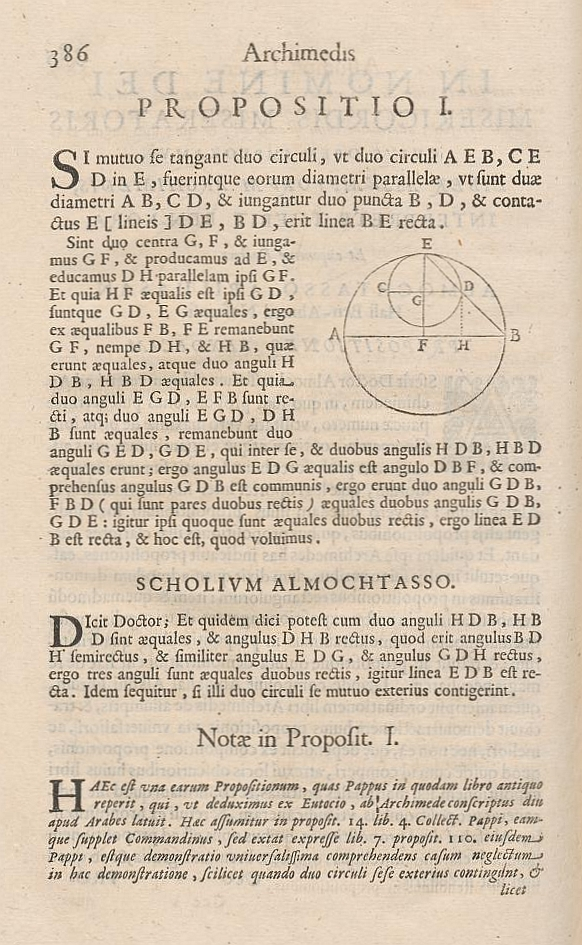
Propositio I im Liber Assumptorum (1661)

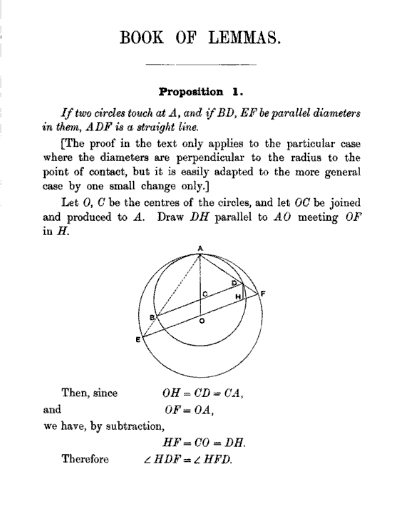
Die erste Seite des Book of Lemmas in The Works of Archimedes (1897).

Das Buch der Lemmata (auch Buch der Hilfssätze) ist eine Sammlung von 15 Aussagen über die Geometrie von Kreisen. Sie wird dem antiken griechischen Mathematiker Archimedes zugeschrieben; seine Urheberschaft ist allerdings fraglich.

## Geschichte
Der syrische Mathematiker Thabit ibn Qurra hat das Manuskript im 9. Jahrhundert aus dem Griechischen ins Arabische (Titel: K. al-Ma'hūdāt fī usūl al-handasa) übersetzt und es Archimedes zugeschrieben; aus dem 10. Jahrhundert ist ein Kommentar von Alī ibn Ahmad al-Nasawī überliefert. Im Jahre 1661 wurde der Text von Abraham Ecchellensis ins Lateinische übertragen und von Giovanni A. Borelli als Archimedis Liber Assumptorum in seinem Werk Apollonii Pergaei Conicorum lib. V, VI, VII herausgegeben. Der englische Mathematikhistoriker Thomas L. Heath wiederum erstellte eine englische Fassung des Liber Assumptorum und nahm diese 1897 unter dem Titel Book of Lemmas in seinen Sammelband The Works of Archimedes auf. Dieser Band wurde – ergänzt u. a. um einen Beitrag des dänischen Mathematikhistorikers Johan Ludvig Heiberg über die Methoden Archimedes’ – 1914 von Fritz Kliem ins Deutsche übersetzt (Archimedes’ Werke); das Kapitel Book of Lemmas heißt hier Buch der Hilfssätze.
Siebzehn Aussagen, einzeln mit „Propositio“ bezeichnet, enthält das Liber Assumptorum (obwohl in der Einleitung „sechzehn Sätze“ angekündigt sind). Davon sind fünfzehn im Book of Lemmas mit der Benennung „Proposition“ und in der deutschen Übersetzung Kliems im Buch der Hilfssätze mit der Bezeichnung „Satz“ enthalten. Auf Griechisch ist das Werk nicht überliefert.

## Autorschaft
Die Autorschaft Archimedes’ ist nicht gesichert. Zweifel erregen insbesondere Passagen des Textes, in denen auf Archimedes in der dritten Person Bezug genommen wird. In Satz 4 ist beispielsweise die Rede von einer Figur (gemeint ist der Arbelos), die „ein von Archimedes sogenannter Άρβυλος“ genannt wird („quam vocat Archimedes ARBELON“ bzw. „what Archimedes called an Άρβυλος“).
Zur Frage der Autorschaft Archimedes’ führt Heath aus (rechts daneben die Übersetzung Kliems):

“The Lemmas cannot, however, have been written by Archimedes in their present form, because his name is quoted in them more than once. The probability is that they were propositions collected by some Greek writer of a later date for the purpose of elucidating some ancient work, though it is quite likely that some of the propositions were of Archimedean origin, e.g. those concerning the geometrical figures called respectively Άρβυλος (literally 'shoemaker's knife') and σαλινον (probably a 'salt-cellar'), and Prop. 8 which bears on the problem of trisecting an angle.”

„Die Hilfsätze können jedoch in der heutigen Form von Archimedes nicht geschrieben sein, da sein Name darin mehrmals genannt wird. Wahrscheinlich waren es Sätze, die von einem späteren griechischen Schriftsteller gesammelt worden sind, um ein altes Werk zu erläutern, doch ist es ganz wahrscheinlich, daß einige von den Sätzen Archimedischen Ursprungs sind, z. B. diejenigen, die sich auf die geometrischen Figuren mit den Namen Άρβυλος (wörtlich „Schuster-Messer“) und σαλινον (vielleicht „Salzfaß“) beziehen, und Satz 8, der sich mit dem Problem der Dreiteilung des Winkels beschäftigt.“

Zusammengefasst bedeutet dies, dass zumindest der Arbelos (das oben erwähnte „Schuster-Messer“), das Salinon (das „Salzfaß“) und die in Proposition 8 dargelegte Methode der Dreiteilung des Winkels mit hoher Wahrscheinlichkeit Archimedes zugeschrieben werden können.

## Hilfssätze aus dem Buch (Auswahl)
Die 15 Abschnitte des Textes enthalten Aussagen über Kreise, zu ihren Durchmessern und Radien, zu Sekanten und Tangenten und zu den Verhältnissen dieser Elemente untereinander, sowie die zugehörigen Beweise. Sie sind in der lateinischen Fassung alle, in der englischen und deutschen Fassung mit Ausnahme von Satz 7 illustriert.
Die Aussagen beziehen sich unter anderem auf folgende Themen der Geometrie und Stereometrie:

### Berührende Kreise

#### Formulierung

Berührende Kreise, Punkte, und liegen auf einer gemeinsamen Geraden

Halbkreise,

Gegeben seien ein Kreis {\displaystyle k_{1}} mit dem Mittelpunkt {\displaystyle M} und ein Kreis {\displaystyle k_{2}} mit dem Mittelpunkt {\displaystyle C}, die sich im Punkt {\displaystyle A} berühren. Der Durchmesser {\displaystyle {\overline {EF}}} von {\displaystyle k_{1}} und der Durchmesser {\displaystyle {\overline {BD}}} von {\displaystyle k_{2}} seien parallel zueinander.
Dann liegen die Punkte {\displaystyle A}, {\displaystyle D} und {\displaystyle F} auf einer gemeinsamen Geraden.

#### Herleitung
Der Beweis verwendet Seitenverhältnisse bei ähnlichen Dreiecken (siehe abgebildete Planfigur).
Die Strecke {\displaystyle [DH]} sei parallel zu der Strecke {\displaystyle [CM]}. Somit ist das Viereck {\displaystyle MHDC} ein Parallelogramm.
Da außerdem {\displaystyle {\overline {AM}}} und {\displaystyle {\overline {FM}}} Radius von {\displaystyle k_{1}} und {\displaystyle {\overline {AC}}} und {\displaystyle {\overline {CD}}} Radius von {\displaystyle k_{2}} ist, gilt {\displaystyle {\overline {AM}}={\overline {FM}}} und {\displaystyle {\overline {MH}}={\overline {CD}}={\overline {AC}}}.
Nach dem Strahlensatz gilt: {\displaystyle {\frac {\overline {AM}}{\overline {FM}}}={\frac {\overline {DH}}{\overline {FH}}}}. Also sind {\displaystyle ACD} und {\displaystyle DHF} ähnliche gleichschenklige Dreiecke.
Es seien {\displaystyle \alpha }, bzw. {\displaystyle \beta }, bzw. {\displaystyle \gamma } die Winkelweiten von {\displaystyle \angle ADC}, bzw. {\displaystyle \angle DFH}, bzw. {\displaystyle \angle CDF}. Dann gilt: {\displaystyle \alpha =\beta }.
Durch Addition von {\displaystyle \gamma } auf beiden Seiten dieser Gleichung erhält man: {\displaystyle \beta +\gamma =\alpha +\gamma } = 180°.
Damit ist bewiesen, dass die Punkte {\displaystyle A}, {\displaystyle D} und {\displaystyle F} auf einer gemeinsamen Geraden liegen.

### Halbkreise

#### Formulierung
Gegeben sei ein Punkt {\displaystyle D} auf einem Halbkreis mit dem Durchmesser {\displaystyle {\overline {AB}}}, dessen Tangenten in den Punkten {\displaystyle B} und {\displaystyle D} sich im Punkt {\displaystyle T} schneiden. {\displaystyle E} sei der Fußpunkt des Lotes von {\displaystyle D} auf {\displaystyle AB} und {\displaystyle F} der Schnittpunkt dieses Lotes mit der Strecke {\displaystyle AT}.
Dann ist {\displaystyle F} der Mittelpunkt von {\displaystyle DE}.

#### Herleitung
Der Schnittpunkt der Verlängerungen von {\displaystyle AD} und {\displaystyle BT} über {\displaystyle D}, bzw. {\displaystyle T} hinaus sei {\displaystyle H}. Nach dem Satz des Thales sind die Winkel {\displaystyle \angle ADB} und damit auch {\displaystyle \angle BDH} jeweils rechte Winkel. Da somit {\displaystyle D} auf dem Thaleskreis über {\displaystyle BH} mit dem Mittelpunkt {\displaystyle T} liegt, gilt {\displaystyle {\overline {BT}}={\overline {TD}}} und {\displaystyle {\overline {BT}}={\overline {TH}}}. Da wegen der Parallelität von {\displaystyle DE} und {\displaystyle BH} die Dreiecke {\displaystyle AED} und {\displaystyle ABH} ähnlich zueinander sind und {\displaystyle T} der Mittelpunkt von {\displaystyle BH} ist, gilt auch, dass {\displaystyle F} der Mittelpunkt von {\displaystyle DE} ist.

### Arbelos und Salinon
Im Besonderen werden die beiden komplexeren, jeweils aus mehreren Halbkreisen bestehenden geometrischen Figuren Arbelos und Salinon eingeführt: Der Arbelos selbst in Satz 4, die Zwillingskreise des Archimedes in Satz 5, der Inkreis des Arbelos (der wiederum in Beziehung zur Pappos-Kette steht, wie Kliem in einer Fußnote anmerkt) in Satz 6.

Arbelos
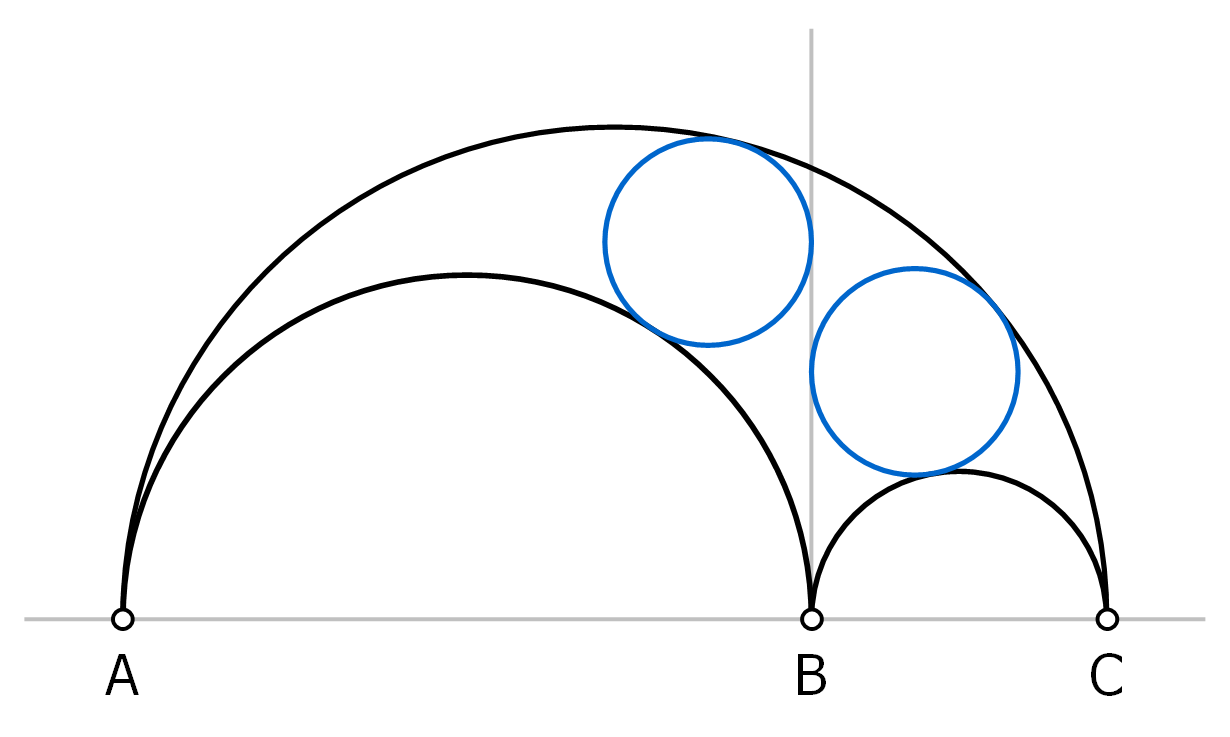
Zwillingskreise
Pappos-Kette
Salinon

### Quadrat, umschreibender und einbeschreibender Kreis

#### Formulierung

Quadrat mit Um- und Inkreis,

Wird ein Kreis einem Quadrat umschrieben und ein anderer einbeschrieben, so ist der umschriebene Kreis das Doppelte des einbeschriebenen.

#### Herleitung
Das Verhältnis des Umkreises (umschreibender Kreis) zum Inkreis (einbeschreibender Kreis) ist gleich dem Quadrat über der Diagonale {\displaystyle {\overline {AB}}} zu dem Quadrat mit der Seitenlänge {\displaystyle {\overline {CD}}}, d. h. deren Flächen verhalten sich wie {\displaystyle 2:1.}
Beispiel
Sei ein Quadrat mit der Seitenlänge gleich {\displaystyle 2}, dann hat der Umkreis {\displaystyle k_{u}} mit Radius gleich {\displaystyle {\sqrt {2}}} den Flächeninhalt (Flächeneinheit {\displaystyle =[FE]})
{\displaystyle A_{k_{u}}={\sqrt {2}}^{2}\cdot \pi =2\pi \;[FE]}
und der Inkreis {\displaystyle k_{i}} mit Radius gleich {\displaystyle 1} den Flächeninhalt
{\displaystyle A_{k_{i}}=1^{2}\cdot \pi =\pi \;[FE].}
Das Quadrat mit der Seitenlänge {\displaystyle {\overline {CD}}=2} hat den Flächeninhalt
{\displaystyle A_{Q_{CD}}=2^{2}=4\;[FE]}
Das Quadrat über seiner Diagonale {\displaystyle {\overline {AB}}} mit der Seitenlänge {\displaystyle {\overline {AB}}={\sqrt {2^{2}+2^{2}}}={\sqrt {8}}}
hat den Flächeninhalt
{\displaystyle A_{Q_{AB}}={\sqrt {8}}^{2}=8\;[FE],}
daraus folgt
{\displaystyle A_{k_{u}}:A_{k_{i}}=A_{Q_{AB}}:A_{Q_{CD}}=2:1.}

### Dreiteilung des Winkels, Neusis-Konstruktion

Beweisskizze, Dreiteilung des Winkels,

#### Formulierung
Ist AB eine Sehne eines Kreises, dessen Mittelpunkt O ist, und wird AB bis C so verlängert, daß BC gleich  dem Radius ist, trifft ferner CO den Kreis in D und verlängert zum zweitenmal in E, so ist der Bogen AE das Dreifache des Bogens BD.

#### Herleitung
Zur Verdeutlichung wird noch die Parallele {\displaystyle {\overline {EF}}} zur Sehne {\displaystyle {\overline {AB}}} gezogen und der Mittelpunkt {\displaystyle O} mit {\displaystyle F} und  {\displaystyle B} verbunden. Wegen des sogenannten Z-Winkels sind die Winkel an den Scheiteln {\displaystyle C} und {\displaystyle E} gleich.
Da im gleichschenkligen Dreieck {\displaystyle EFO} die Basiswinkel an den Scheiteln {\displaystyle E} und {\displaystyle F} gleich sind, hat der Winkel am Scheitel {\displaystyle O} des Dreiecks {\displaystyle FDO} – nach dem Kreiswinkelsatzes – die doppelte Winkelweite eines Basiswinkels.
Winkel am Scheitel {\displaystyle O} des Dreiecks {\displaystyle FDO} anhand der Winkelsumme {\displaystyle 180^{\circ }:}
{\displaystyle \angle {FOD}=180^{\circ }-[(90^{\circ }-\beta )+(90^{\circ }-\beta )]=2\beta ,}
daraus und wegen {\displaystyle {\overline {EF}}} parallel zu {\displaystyle {\overline {AC}}} folgt
{\displaystyle \angle {FOB}} und {\displaystyle \angle {AOE}=3\beta .}

#### Neusis-Konstruktion

Neusis-Konstruktion, Dreiteilung des Winkels mit Handhabung des markierten Lineals in Beweisskizze

Für die Dreiteilung eines beliebigen Winkels bedarf es einer Neusis-Konstruktion. Archimedes ließ die Vorgehensweise der sogenannten Einschiebung (Neusis) offen.
Um die Einschiebung mithilfe eines markierten Lineals (Radius {\displaystyle r}, grün) in der Beweisskizze nach Archimedes zu verdeutlichen, wird der Winkelschenkel {\displaystyle {\overline {FO}}} über die Kreislinie hinaus verlängert. Der Schnittpunkt mit der Kreislinie ist {\displaystyle G}. Mit der Annahme die Strecke {\displaystyle {\overline {AB}}} wäre nicht vorhanden – somit nur {\displaystyle {\overline {BC}}} – legt man das Lineal auf die Zeichnung. Es folgt das Vorpositionieren des Lineals mit der Kante auf den Punkt {\displaystyle B} und der Ecke auf die Verlängerung des Winkelschenkels {\displaystyle {\overline {FO}}}. Abschließend wird die Ecke bzw. Kante des Lineals soweit an der Verlängerung und am Punkt {\displaystyle B} entlanggeführt, bis die Markierung (grün) die Kreislinie in {\displaystyle A} schneidet und die Länge der Strecke {\displaystyle |{\overline {AH}}|} gleich {\displaystyle r} ist.
Somit ist der Kreisbogen {\displaystyle OAG} ein Drittel des Kreisbogens {\displaystyle OFB} und der Winkel {\displaystyle \beta } bei {\displaystyle H} der gesuchte Drittelwinkel.

### Überblick
Einen vollständigen Überblick über die zentralen Themen der 15 Hilfssätze gibt die folgende Auflistung:
- Satz 1: Berührende Kreise und parallele Durchmesser
- Satz 2: Halbkreis, Durchmesser, Tangente, Sekante
- Satz 3: Halbkreis, Senkrechte zum Durchmesser, Sehnen
- Satz 4: Halbkreise, Senkrechte zum Durchmesser, Arbelos
- Satz 5: Arbelos, Zwillingskreise des Archimedes, Halbkreise, Kreise
- Satz 6: Arbelos, Halbkreise, Kreis
- Satz 7: Quadrat, umschreibender und einbeschreibender Kreis
- Satz 8: Dreiteilung des Winkels, Neusis-Konstruktion
- Satz 9: Senkrechte Sehnen, Bogensumme
- Satz 10: Tangenten an einen Kreis, Sekanten und Sehnen, Parallelen
- Satz 11: Senkrechte Sehnen und Radius
- Satz 12: Halbkreis, Durchmesser, Sehnen, Tangenten, Senkrechte
- Satz 13: Kreis, Durchmesser, Sehne, Senkrechte
- Satz 14: Salinon: Halbkreise, Senkrechte, Kreise, Flächen
- Satz 15: Kreis, Durchmesser, einbeschriebenes regelmäßiges Fünfeck, Bogen, Mittelpunkt, Senkrechte, Radius[26]

## Weiteres archimedisches Werk aus der Stereometrie

Umbeschreibt ein Zylinder mit dem Radius und der Höhe eine Kugel mit dem gleichen Radius dann stehen deren Volumina im Verhältnis

In einem weiteren Werk Über Kugel und Zylinder (Originaltitel περὶ σφαίρας καὶ κυλίνδρου, latinisiert De Sphaera et Cylindro) behandelte Archimedes ein Theorem der Stereometrie, ein Teilgebiet der Geometrie. Mit ihm bestimmte Archimedes als Erster mit Hilfe von Methoden, welche als Vorläufer der Methoden der modernen Integralrechnung gelten, den exakten Zusammenhang zwischen Volumen und Oberfläche von Kugel und Kreiszylinder.

### Verwandter Satz
Der folgende Satz wird manchmal auch als Satz des Archimedes bezeichnet:
Das Volumen einer Halbkugel ist gleich der Differenz der Volumina des umgebenden Kreiszylinders und des darin enthaltenen Kreiskegels gleicher Höhe und gleicher Grundfläche.

### Digitalisate
Faksimiles der lateinischen (Liber Assumptorum), der englischen (Book of Lemmas) und der deutschen (Buch der Hilfssätze) Fassung sind als Digitalisate verfügbar, und zwar jeweils zum Online-Lesen und zum Download als PDF-Dokument.
- Borelli et al.: Apollonii Pergaei Conicorum ... (Liber Assumptorum ab Seite 379) bei der ETH Zürich
- Heath: The Works of Archimedes (Book of Lemmas ab Seite 301), im Internet Archive
- Kliem: Archimedes’ Werke ... (Buch der Hilfssätze ab Seite 456),  im Internet Archive

### Visualisierungen
- Archimedes’ Book of Lemmas. Geometry Step by Step from the Land of the Incas, abgerufen am 21. April 2012. – Diagramme
- Alexander Bogomolny: The Book of Lemmas. Cut The Knot, abgerufen am 21. April 2012. – interaktive Java-Applets